# Teorin om sociala band
Teorin om sociala band eller sociala bandteorin (engelska: social bond theory) är en teori inom kriminologi och presenterades år 1969 i boken Causes of Delinquency (svenska: Orsaker till ungdomsbrottslighet) författad av Travis Hirschi. Sociala bandteorin är en av kriminologins mest inflytelserika teorier och placeras i kategorin kontrollteorier, vilka vann stor popularitet bland kriminologer världen över under 1970- och 1980-talet. Teorins utgångspunkt går att hitta i klassisk sociologisk teori formulerad av Émile Durkheim om effekter av relationsupplösning i samhället, kallad anomi.
Teorin om sociala band har haft stor betydelse för utvecklandet av den integrerade teorin Crime in the Making av Robert J. Sampson och John H. Laub.

## Sociala normer och splittrade relationer
På 1940-talet formulerade sociologerna Clifford R. Shaw och Henry D. McKay en socialekologisk teori som visade att mellanmänskliga relationer som var ytliga och opersonliga, splittrade familjerelationer, frånvaron av sociala institutioner som kyrkor, skolor och föreningsliv, samt att länkar mellan människor var allmänt svaga, var framträdande egenskaper i områden med hög brottslighet. Som sin inspirationskälla hade Shaw och McKay den franska sociologen Émile Durkheims teori om relationsupplösning i samhället (anomi) som de kallar för social desorganisation, vilken de menade var orsaken till den höga brottsligheten i områden präglade av dessa förhållanden, i synnerhet hos ungdomar. Områdena präglades av normer och värderingar som främjade brottsligt beteende och var kraftfulla nog att styra ungdomars beteenden.

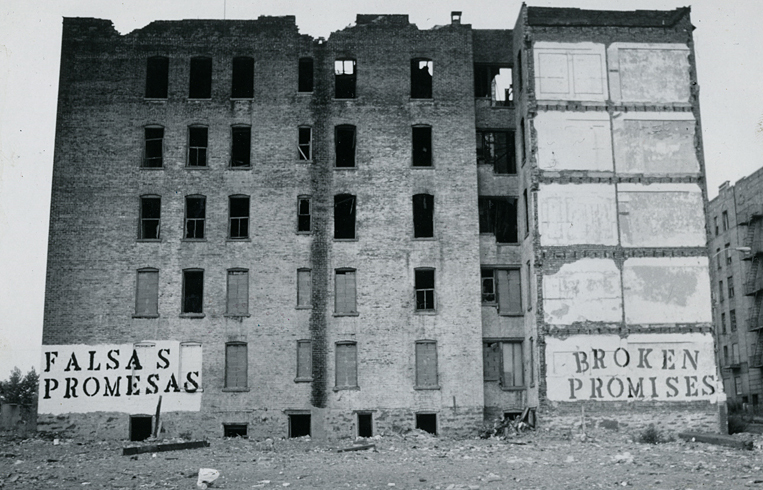
Förfallet bostadshus i södra Bronx, New York, 1980. På byggnaden står det "Brutna löften" (engelska: Broken promises)
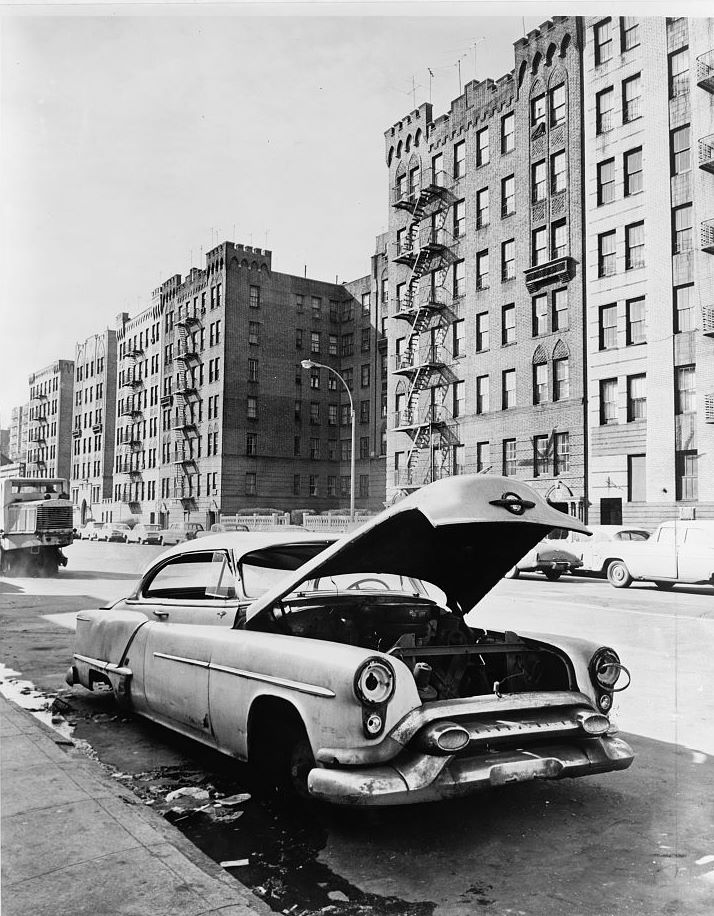
Demonterad och länsad bil på Macombs Road i Morris Heights, Bronx, New York, i mitten på 1960-talet.

På 1960-talet hade det amerikanska samhället börjat tröttna på den dominerande kriminologiska teorin om social desorganisation (engelska: en:Social disorganization theory). Utifrån detta paradigm formulerade Hirschi sin teori om de sociala banden i boken Causes of Delinquency. Under 1960-talet observerade Hirschi hur den sociala kontrollen över individer försvagades, sociala institutioner som kyrkan, familjen, skolor, föreningar och politiska grupperingar förlorade mark medan rock and roll, droger och medborgarrättsrörelsen uppmanade individer att frigöra sig från konventionella sociala normer. Hirschi beskrev att det mest framträdande dragen i det amerikanska samhället under 1960-talet var präglat av familjebandens upplösning hos den traditionella amerikanska familjen. Hans teori förklarade brottslighetens orsaker med den splittrade familjen snarare än den sociala desorganisationen.
Hirschis kontrollteori är sprungen ur perspektiv hemmahörande inom social desorganisation och bygger vidare på dess tradition, men på grund av perspektivets bristande popularitet på 1960-talet valde han att inte öppet visa på de teoretiska banden. I en intervju förklarade Hirschi detta med att: 
| ” | Svenska, översättning: Medan jag arbetade fram min teori var jag medveten om att det var inom traditionen för social desorganisationteori. Jag visste om det, men man måste dock komma ihåg statusen för social desorganisation som koncept under mitten av 1960-talet när jag skrev den. Jag upplevde det som att jag simmade mot strömmen genom att hävda en social kontroll-teori på individnivå. Om jag samtidigt hade försökt att sälja in social desorganisation hade jag fått stora problem, så jag valde att väja undan för den traditionen. Till följd av det gav jag inte social desorganisation tillbörlig uppmärksamhet. Jag gick tillbaka till Durkheim och Hobbes och ignorerade en hel amerikansk tradition som var direkt relevant för det jag försökte säga. Men jag var medveten om det och tog tröst i det. Jag sa samma saker som förespråkarna för social desorganisation tidigare sagt, men då de fallit i onåd var jag tvungen att skilja mig från dem. Engelska, original: I was aware at the time I wrote my theory that it was well within the social disorganization tradition. I knew that, but you have to remember the status of social disorganization as a concept in the middle 1960s when I was writing. I felt I was swimming against the current in stating a social control theory at the individual level. Had I tried to sell social disorganization at the same time, I would have been in deep trouble. So I shied away from that tradition. As a result, I did not give social disorganization its due. I went back to Durkheim and Hobbes and ignored an entire American tradition that was directly relevant to what I was saying. But I was aware of it and took comfort in it. I said the same things the social disorganization people had said, but since they had fallen into disfavor I had to disassociate myself from them. | „ |

## Social kontroll
Hirschis teori om sociala band är en social kontrollteori som går tillbaka till sociologen Émile Durkheims tankar om brottslighetens orsaker, som formulerades i slutet på 1800-talet i teorin om anomi (1893). Med sin teori menade han att en normupplösning i samhället är en viktig faktor vid förklaringen till varför människor börjar begå brott eller rent av tar livet av sig. Tanken är att den förlorade sociala kontrollen innebär att människor i detta normupplösningstillstånd tappar sin förankring i tillvaron. Idén är att de band som binder samman människan och samhället är av avgörande vikt.
Enligt Hirschi är den enskilda människans relationer, åtaganden, värderingar, normer och övertygelser det som uppmuntrar denne till att inte bryta mot lagen. Genom att moraliska föreskrifter internaliseras binds individen till samhället och kommer frivilligt begränsa sin egen benägenhet och potential att begå avvikande handlingar. Detta bygger på en Hobbesk syn på människans natur som finns beskriven i boken Leviathan. Thomas Hobbes moraliska och politiska filosofi bygger på normativa antaganden som menar att alla val begränsas av implicita sociala kontrakt, avtal och överenskommelser mellan människor för att upprätta en moral i en värld av människor som bara följer sitt egenintresse – i naturtillståndet blir hela livet ett allas krig mot alla (bellum omnium contra omnes). Målet är social ordning med tydlig fördelning och med konsekvenser för beteenden som definieras som onda, omoraliska eller olagliga.

## Sociala band
Det som intresserade Hirschi var inte varför personer begick brott; det intressanta var varför begår inte alla brott? Han menade att orsaken till att en person inte blev kriminell fanns i graden av integration av den enskilda individen till samhället. Graden av integration påverkar enligt teorin den sociala kontrollen som utövas på individen (vilken knyter människan till samhället) och de sociala band som binder oss samman med det omgivande samhället formeras genom fyra element. Idén bakom teorin om sociala band presenterades 1969 i boken Causes of Delinquency.

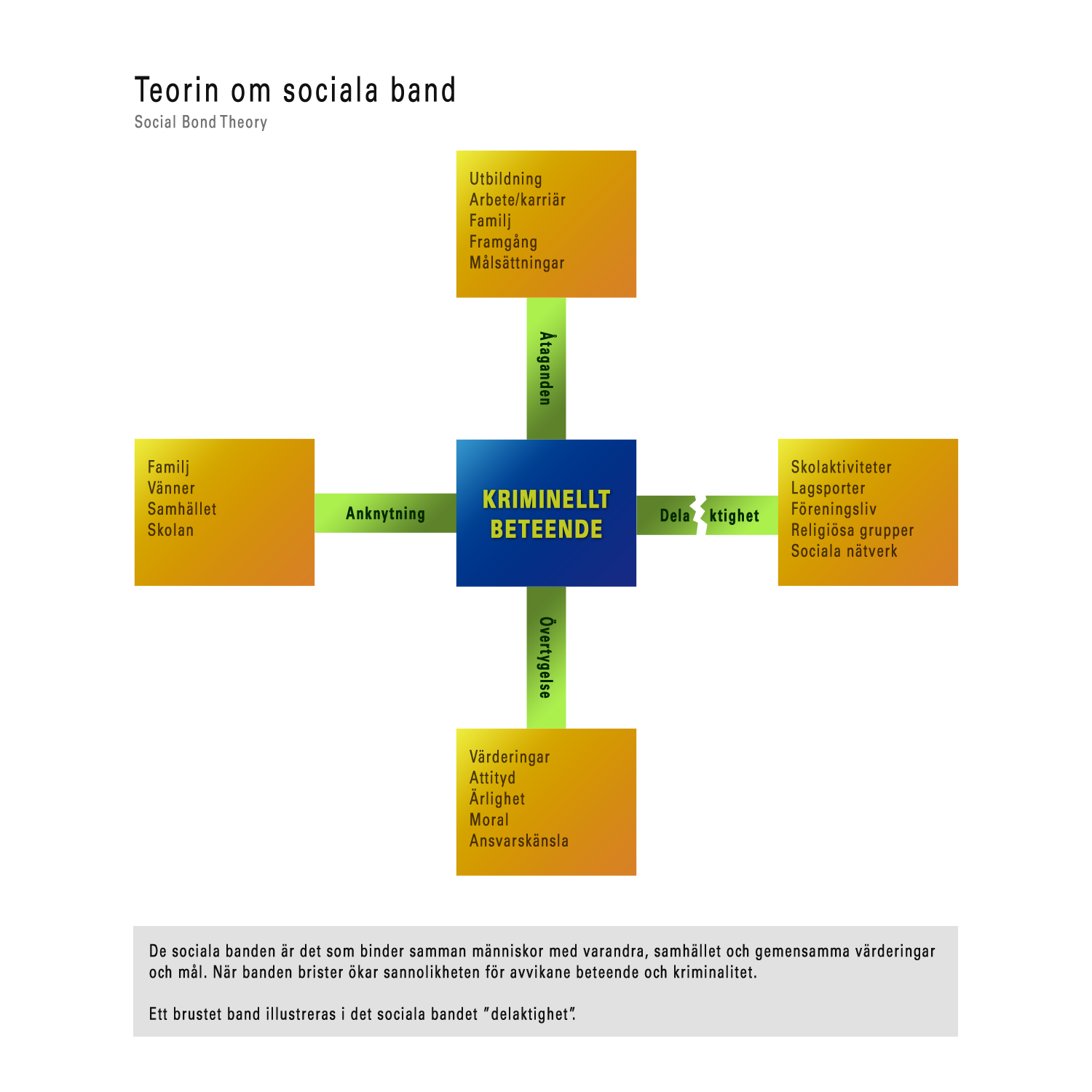
De sociala banden är det som binder samman människor med varandra, samhället och gemensamma värderingar och mål. När banden brister ökar sannolikheten för avvikande beteende och kriminalitet. På bilden illustreras ett brustet band.

| ”                       | Svenska, översättning: Aspekterna hos den sociala bindningen innefattar anknytning till familjer, åtagandet av sociala normer och samhällsinstitutioner (skola, arbete), deltagandet i aktiviteter, och övertygelsen om att dessa saker är viktiga. /.../ Ju mer försvagad gruppen som [individen] tillhör, desto mindre beroende han är av den, ju mer självständig är han och erkänner inga andra uppföranderegler än sina egna. Engelska, original: Elements of social bonding include attachment to families, commitment to social norms and institutions (school, employment), involvement in activities, and the belief that these things are important. /.../ The more weakened the groups to which [the individual] belongs, the less he depends on them, the more he consequently depends only on himself and recognizes no other rules of conduct then what are formed on his private interests. | „ |
| – Causes of Delinquency | |   |

Begreppet Sociala band beskriver relationer inom grupper och sociala institutioner till vilka individen hör. Friheten från dessa band ger för individen ett ökat handlingsutrymme att agera i enlighet med sina intressen, men som strider mot de etablerade samhällsnormerna. Brott är enligt teorin resultatet av svaga eller brutna sociala band mellan å ena sidan individer och grupper å den andra sidan samhällsordningen.
Ett grundläggande antagande för teorin är att den kriminelle söker skapa största möjliga lycka till minsta möjliga pina. Brottsligen antas vara en utilitaristisk hedonist som genom brott försöker tillfredsställa icke-tillfredsställda behov.
I sin bok presenterar Hirschi data om kriminella ungdomar och deras relationer till andra kriminella och sambandet till ungdomens egna brottsliga karaktär och utveckling, något författaren konstaterar att teorin om sociala band inte förmår att förklara. Till teorins försvar hävdar kriminologen Ruth Kornhauser att frågan om gängkriminaliteten är kriminologiskt sett irrelevant. Andra kriminologer, bland annat Marvin D. Krohn och James L. Massey, menar, vilket de lyfte 1980 i tidskriften The Sociological Quarterly, att Edwin Sutherlands teori om differentiella associationer borde kunna inkorporeras i teorin och därmed lösa problemet.

### Fyra element

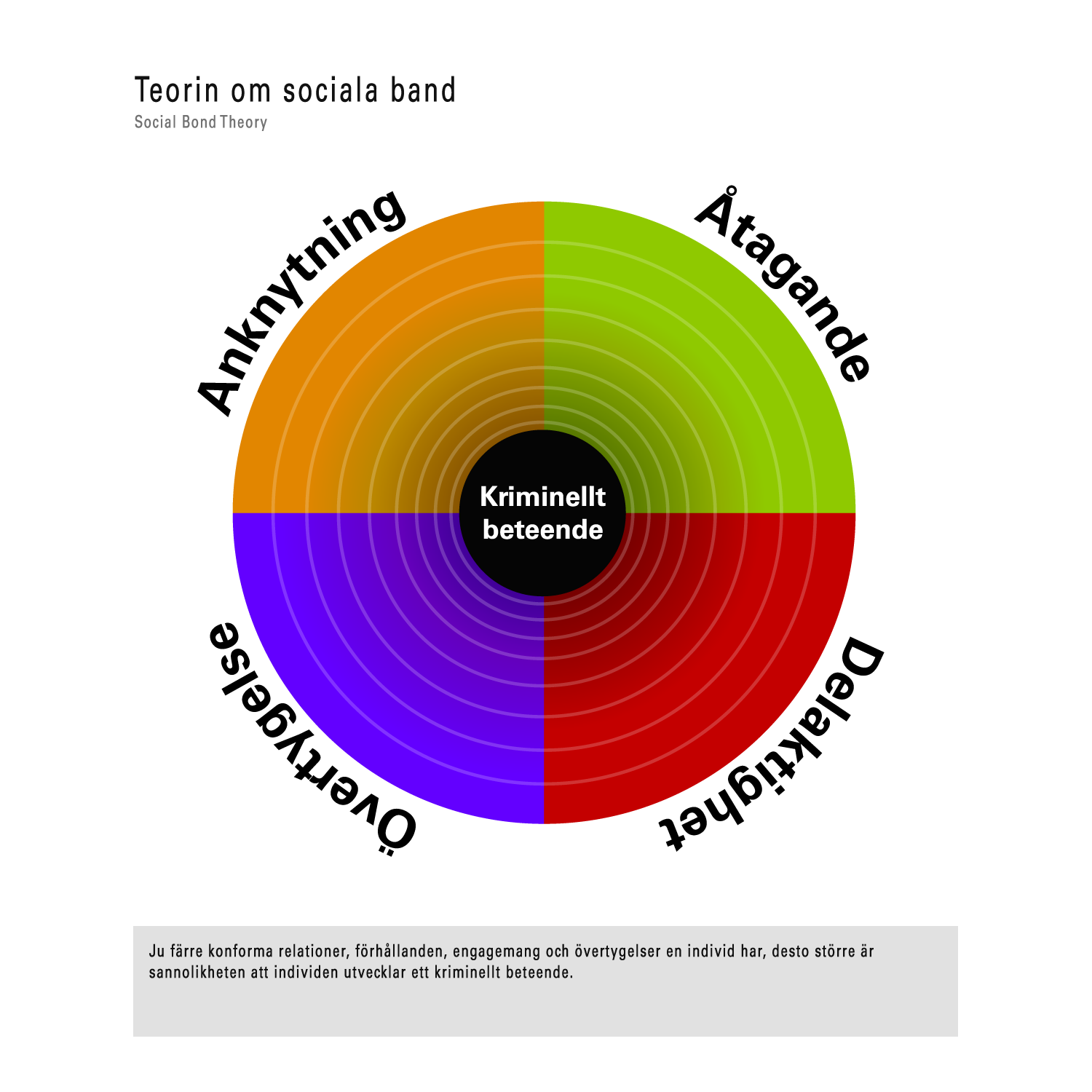
Ju färre konforma relationer, förhållanden, engagemang och övertygelser en individ har, desto större är sannolikheten att individen utvecklar ett kriminellt beteende.

Enligt Hirschi finns det fyra element som hos individen förmår ett avståndstagande från avvikande beteenden och brottsliga handlingar: anknytning (attachment), åtaganden (commitment), delaktighet (involvement) och övertygelse (belief). Dessa fyra element är enligt Hirschis teori helt avgörande för att en individ inte ska begå brott, och ju större investeringar individen gjort i dessa element desto dyrare blir det att bryta med dem.
1. Anknytning avser de konventionella relationer individen har, till exempelvis skola, föräldrar och kamrater.
2. Åtaganden avser de konforma förhållanden individen har, till exempelvis utbildning, arbete och sunda livsval.
3. Delaktighet avser de konventionella engagemang individen har, till exempelvis skola, arbete och föreningslivsaktiviteter.
4. Övertygelse  avser de individens syn på samhällsordningens legitimitet:
  - Positiv inställning till rättsstaten, förhållningsregler, lagstiftningen och institutioner och därmed avstår från brottsliga handlingar och missbruk.
  - Negativ inställning till avvikande handlingar såsom brott mot moralen, brottslighet och missbruk.

### Koppling mellan konventionella element
De fyra elementen hänger samman och en individ som äger de fyra banden kommer enligt teorin att helt avstå från brottsliga handlingar på grund av de sociala band som knyter individen till det samhälle hon lever i. De sociala banden anknytning och åtaganden tenderar att samvariera och de som har relationer till andra människor tenderar att vara engagerade och delta i konventionella aktiviteter. De sociala banden Åtaganden och delaktighet är nära besläktade med varandra. De som fokuserar på utbildning och framgång i arbetslivet kommer sannolikt att involvera sig i konventionella aktiviteter, som exempelvis att göra läxor. De sociala banden övertygelse och anknytning hänger samman. Ungdomar som har nära relationer med sina föräldrar och som bryr sig om vad föräldrarna tycker och tänker, kommer sannolikt uttrycka övertygelser som är i samklang med lagen.
Hirschi presenterar i Causes of Delinquency att personer som har starka anknytningar till samhällets institutioner och konforma personer i större utsträckning är engagerade i föreningsliv, anstränger sig för att skaffa en utbildning för att senare söka sig ut på arbetsmarknaden efter ett bra arbete. Personer som genomgår denna livsutveckling kommer sannolikt ge sitt stöd åt den rådande samhällsordningen och därför inte bryta mot dess moral och kodifierade normer.

### Empiri
Teorin om sociala band bygger på empiriskt underlag som samlats in genom självrapporteringar. Teorin har därför kunnat prövas empiriskt mot Hirschis argument och även testa teorin mot andra teorier. Bland annat Johan Ring vid kriminologiska institutionen på Stockholms universitetet har testat Hirschis teori och funnit starkt empiriskt stöd för de teoretiska ansatserna, samma gäller för Sutherlands teori om differentiella associationer.

### Forskningsresultat
Personer som har (nära) relationer med avvikande eller brottsliga individer förekommer själva i större utsträckning med ett liknande beteende. På samma sätt innebär det att en ungdom som har en anknytning till skolan, i lägre utsträckning - än de som saknar anknytningen - kommer uppvisa ett brottsligt beteende. Relationen går båda vägarna: en anknytning till skolan påverkar de brottsliga beteende liksom det brottsliga beteendet påverkar relationen till skolan. Engagemang i skolarbetet - målsättningar för att uppnå bättre resultat samt egna och omgivningens högre förväntningar - påverkar studieresultatet positivt och delaktigheten i brottslig verksamhet negativt, medan olovlig frånvaro i skolan, exempelvis skolk och att hoppa av, visar på svaga sociala band till skolan som samhällsinstitutionen samt innebär en ökad sannolikhet för kriminellt beteende. Vad som kommer först, ett brottsligt beteende eller svag relation till skolan är inte empiriskt entydigt.
Ett deltagande i aktiviteter med jämnåriga som inte övervakas har kopplingar till kriminella aktiviteter, enligt forskning presenterad av Thomas Winfree, Finn-Aage Esbensen och Wayne Osgood. Flera av de sociala bandens vikt som medel att undvika att utveckla ett kriminellt beteede är åldersrelaterade:
- I de tidiga tonåren är föräldraanknytningen viktigast.
- I mitten av tonåren är åtagandet i och engagemanget för sin utbildning viktigast.
- I de sena tonåren är övertygelserna viktigast.

## Kritik
Den kritik som riktats mot teorin är bland annat att begreppet kontroll inte är nog definierat och att relationen mellan begreppet kontroll och de fyra elementen för social kontroll är otydlig. Teorin lyckas inte heller förklara sambandet mellan de ungas egna brottslighet och deras relation till andra unga kriminella. Den feministiska kriminologin har varit extra hård mot Hirschis teori som helt uteslutit kvinnor i sitt empiriska undersökningsmaterial, och menar att den kriminologiska forskningen behöver kön som en grundläggande variabel.

### Notförteckning
1. 1 2 3  Sarnecki 2009.
2. ↑  Shaw & McKay 2009.
3. ↑  Lilly, Cullen & Ball 2011.
4. 1 2 3 4 5 6 7 8 9  Hirschi 2002.
5. ↑  Bartollas & 1985 190.
6. ↑  Sarnecki 2003, s. 215-226.
7. ↑  Hobbes 2009.
8. ↑  Lloyd & Sreedhar 2008.
9. ↑  Hirschi 2002, s. 16.
10. ↑  Hirschi 2002, s. 17.
11. ↑  Kornhauser 1978.
12. ↑  Korhn & Massey 1980.
13. ↑  Ring 1999.
14. ↑  Winfree, Esbensen & Osgood 1996.
15. ↑  Lindgren 1998.
16. ↑  Naffine 1987.

### Källförteckning
- Bartollas, Clemens (1985) (på engelska). Juvenile delinquency. New York: Wiley. ISBN 9780471893646
- Hobbes, Thomas (2009). ”Leviathan” (på engelska). http://www.gutenberg.org/files/3207/3207-h/3207-h.htm#2H_4_0110.
- Lilly, J. Robert; Cullen, Francis T.; Ball, Richard A. (2011) (på engelska). Criminological theory: context and consequences (5). Thousand Oaks, California: SAGE Publications. Libris 12072218. ISBN 978-1-4129-8145-3. http://books.google.se/books?id=YqcNdTlo_rsC&printsec=frontcover&dq=Criminological+Theory+:+Context+and+Consequences&hl=sv&sa=X&ei=XboST-zQO4fY4QSe2NHsAw&ved=0CDQQ6AEwAA#v=onepage&q=Criminological%20Theory%20%3A%20Context%20and%20Consequences&f=false
- Lloyd, Sharon A.; Sreedhar, Susanne (2008). ”Hobbes's Moral and Political Philosophy” (på engelska). Stanford Encyklopedia of Philosophy. http://plato.stanford.edu/entries/hobbes-moral/#StaNatStaWar.
- Hirschi, Travis (2002) (på engelska). Causes of delinquency (9). New Brunswick, New Jersey: Transaction Publishers. Libris 5611997. ISBN 0-7658-0900-1. http://books.google.se/books?id=i13b00vhluoC&hl=sv&source=gbs_ViewAPI&printsec=frontcover&redir_esc=y#v=onepage&q&f=false
- Sarnecki, Jerzy (2009). Introduktion till kriminologi. Lund: Studentlitteratur. Libris 9055106. ISBN 91-44-01746-4
- Shaw, Clifford R.; McKay, Henry D. (1969) (på engelska). Juvenile Delinquency and Urban Areas: A Study of Rates of Delinquency in Relation to Differential Characteristics of Local Communities in American Cities. Chicago: University of Chicago Press. Libris 4719613. ISBN 0-226-75125-2
- Ring, Jonas (1999). Hem och skola, kamrater och brott. Stockholm: Stockholms universitet, Kriminologiska institutionen. Libris 8370991. ISBN 91-7153-983-2
- Kornhauser, Ruth (1978) (på engelska). Social Sources of Delinquency: An Appraisal of Analytic Models. Chicago: University of Chicago Press. Libris 4718114. ISBN 0-226-45114-3
- Krohn, Marvin D.; Massay, James L. (1980). ”Social Control and Delinquent Behavior: An Examination of the Elements of the Social Bond”. The Sociological Quarterly 21 (4):  sid. 529-543. http://www.colorado.edu/ibs/pb/thornberry/socy7004/pdfs/Social%20Control%20and%20Delinquent%20Behavior.pdf. Läst 31 januari 2012.[död länk]
- Naffine, Ngaire (1987) (på engelska). Female Crime: The Construction of Women in Criminology. Sydney: Allen & Unwin. Libris 4481833. ISBN 0-04-330393-5
- Lindgren, Sven-Åke (1998). Om brott och straff: Från sociologins klassiker till modern kriminologi. Lund: Studentlitteratur. Libris 7274728. ISBN 91-44-00576-8
- Winfree, L. Thomas; Esbensen, Finn-Aage; Osgood, D. Wayne (1996) (på svenska). Evaluating a School-Based Gang Prevention Program: A Theoretical Perspective. "20". Evaluation Review. Libris 7274728